# Wintersteher

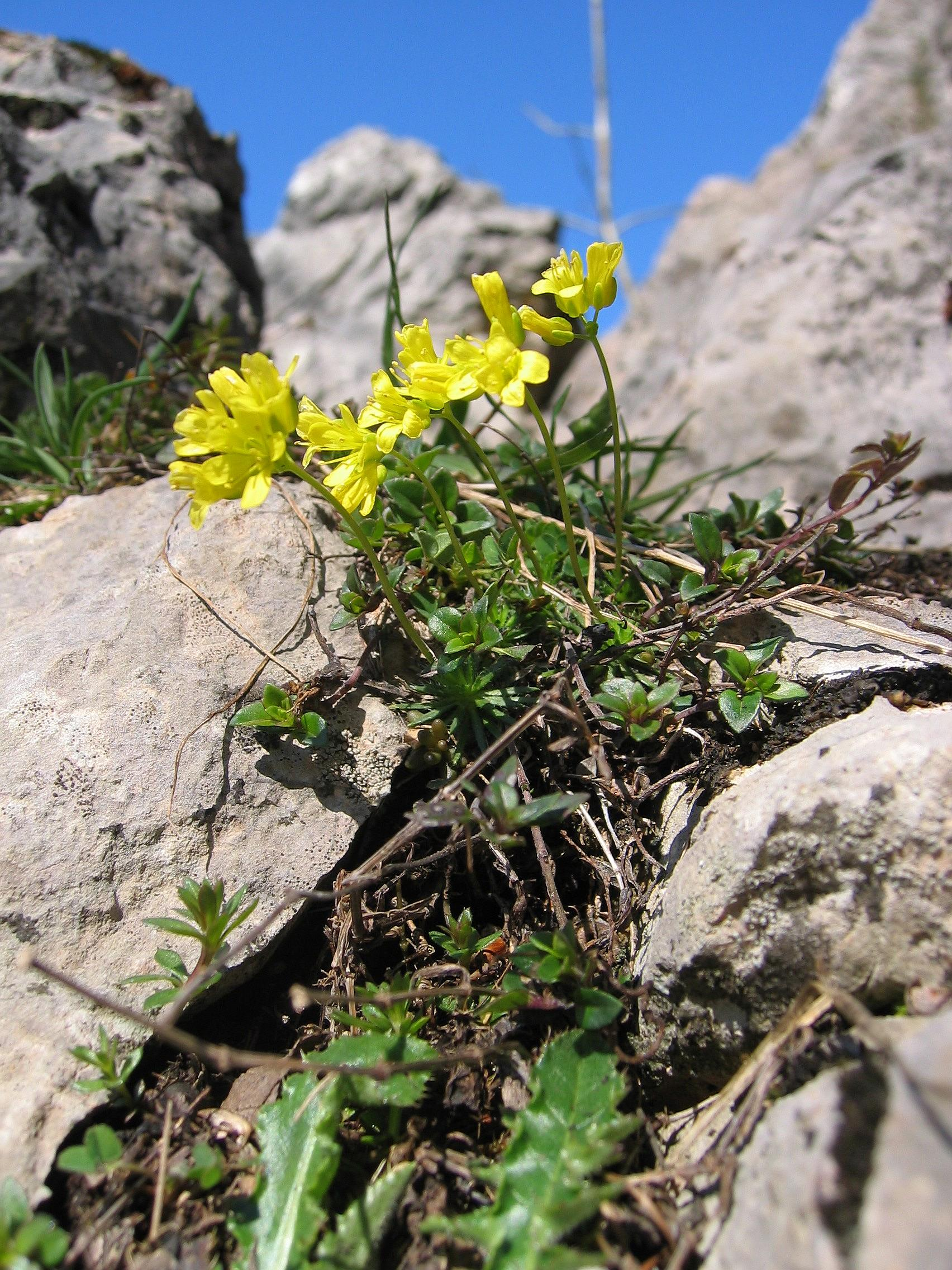
Das Immergrüne Felsenblümchen gehört zu den Winterstehern.

Als Wintersteher (Hiemophoren) bezeichnet man Pflanzen, deren Früchte (Diasporen) oder Samen bis in die Winterzeit beziehungsweise teilweise darüber hinaus an der Pflanze haften  bleiben. Ein anderer Fall sind die Sommersteher (Aestatiophoren), hier bleiben die Frühjahrs-Diasporen bis in den Sommer an der Pflanze.
Zu den Winterstehern zählen vor allem Gehölze mit Beeren-, Stein- und fleischigen Sammelfrüchten, deren Früchte vor allem von Vögeln gefressen werden. Pflanzen, die zu den Winterstehern zählen, nutzen als Ausbreitungsstrategie häufig die Endochorie, auch Verdauungsausbreitung genannt. Da sie ihre Früchte vor allem während der insektenarmen Zeit anbieten, gehören vor allem Vögel zu den Tieren, die an deren Ausbreitung beteiligt sind.
Zu den Winterstehern zählt aber beispielsweise auch der Weiße Germer, der Schwarze Germer und der Gelbe Enzian, die ihre Diasporen anemochor verbreiten, d. h. die Windausbreitung nutzen. Bei diesen Pflanzenarten öffnen sich die aufwärts gerichteten Fruchtklappen ab September immer dann, wenn trockenes Wetter vorherrscht. So werden die Samen bei solchem Wetter durch starke Winde weit fortgetragen, eventuell besonders weit über oberflächlich vereiste Schneeflächen.
Weitere Beispiele für Wintersteher sind:
Gewöhnliche Robinie, Immergrünes Felsenblümchen, Alpen-Grasnelke, Odermennige, Echtes Mädesüß, Besenrauke.